# César M’Boma
César Emmanuel Ndedi M’Boma (* 18. Februar 1979 in Douala) ist ein ehemaliger kamerunischer Fußballspieler auf der Position eines Stürmers. Von 2008 bis 2009 spielte er für die TuS Koblenz in der 2. Fußball-Bundesliga.

## Karriere
M’Boma wuchs in Frankreich auf und besuchte die Fußballschule des SM Caen, bevor er in die Schweiz zum FC Sion wechselte. Als 18-Jähriger gewann er 1997 mit den Wallisern das Schweizer Double (Pokal und Meisterschaft).
Anfang 2000 kam der Kameruner erstmals nach Deutschland, wo er im VfL Bochum einen neuen Verein fand. Nach einer halben Saison verließ er die Bochumer bereits wieder und es folgten fast im jährlichen Wechsel zahlreiche Stationen: Göttingen 05, SSV Jahn Regensburg, der Chemnitzer FC, FC Bourg-Péronnas (Frankreich), der VfL Wolfsburg (2. Mannschaft), der SV Waldhof Mannheim, der 1. FC Eschborn und die SG Sonnenhof Großaspach, für die er in den verschiedenen Regional- und Oberligen spielte.
Im Winter 2008 wechselte er dann zur Rückrunde zum FC Oberneuland aus dem Osten von Bremen, der der Oberliga Nord angehörte. Am letzten Spieltag erzielte M’Boma drei Tore in einem Spiel und der Verein qualifizierte sich für die neue Regionalliga Nord.
In der neuen Saison stand dann zum Saisonauftakt die erste Runde des DFB-Pokals an, in der man den Zweitligisten TuS Koblenz zugelost bekommen hatte. Nachdem die Bremer sich ein 1:1 nach Verlängerung erkämpft hatten, konnte man den höherklassigen Verein im Elfmeterschießen aus dem Wettbewerb werfen. Nur drei Wochen später stand M’Boma bei den Koblenzern unter Vertrag und kam am 26. September 2008 zu seinem ersten Einsatz im deutschen Profifußball. Zum Ende der Saison wurde sein Vertrag in Koblenz allerdings nicht verlängert.
Nachdem M’Boma zunächst in Deutschland keinen neuen Verein finden konnte, wechselte er nach Indonesien zu Persitara Jakarta Utara. Nach einer Saison wechselte er innerhalb der Liga zu Bontang FC.
Seit September 2013 spielt er in der bayerischen Landesliga Südost für den FC Falke Markt Schwaben. Danach spielte er für den SV Rugenbergen in der Oberliga Hamburg. Im Januar 2015 ging er zum Schleswig-Holstein-Ligisten SV Henstedt-Ulzburg, wo er am 16. März 2015 seinen Vertrag auflöste. Nach einem halben Jahr ohne Verein schloss er sich im November 2015 dem FC Türkiye Wilhelmsburg an, doch schon am 1. Januar 2016 verließ er den Verein erneut mit unbekanntem Ziel.
M’Boma spielte Ende der 1990er für die U-21-Nationalmannschaft Kameruns.

## Erfolge
- Schweizer Meister 1997 mit dem FC Sion
- Schweizer Cupsieger 1997 mit dem FC Sion